# Colin Wilson
Colin Henry Wilson (ur. 26 czerwca 1931 w Leicesterze, zm. 5 grudnia 2013 w St Austell) – brytyjski pisarz i filozof, przedstawiciel nurtu „Młodych Gniewnych”.

### Cykle

#### CyklGerard Sorme
- 1960 Ritual in the Dark
- 1963 Man Without a Shadow (również jako The Sex Diary of Gerard Sorme)
- 1970 The God of the Labyrinth (również jako The Hedonists)

#### CyklSpider World
- 1987 The Tower
  - Wydane również osobno w trzech tomach:
    - 1987 The Desert
    - 1987 The Tower Book 2
    - 1989 The Fortress
- 1987 The Delta
- 1989 The Magician
- 2002 Shadowland

### Pozostałe powieści
- 1961 Adrift in Soho
- 1963 The World of Violence (również jako The Violent World of Hugh Greene)
- 1964 Necessary Doubt
- 1966 The Glass Cage
- 1967 Pasożyty umysłu (The Mind Parasites)
- 1969 The Philosopher's Stone
- 1969 The Return of the Lloigor
- 1970 The Killer
- 1971 The Black Room
- 1972 Lingard
- 1974 The Schoolgirl Murder Case
- 1976 The Space Vampires (również jako Lifeforce)
- 1980 Starseekers
- 1980 Zamek Frankensteina (Frankenstein's Castle)
- 1984 The Janus Murder Case
- 1985 The Personality Surgeon
- 1988 The Magician from Siberia
- 2000 The Devil's Party

### Powieści graficzne
- 2000 Wilczyce deszczu (Rain Dogs) (razem z Gordonem Rennie)

### Zbiory opowiadań
- 1985 The Essential Colin Wilson
- 2002 Qinmeartha and the Girl-Child LoChi, and The Tomb of the Old Ones (razem z Johnem Grantem)

### Inne (wybór)
- 1956 Outsider (The Outsider)
- 1971 The Occult: A History
- 1996 Dawne tajemnice, nowe odpowiedzi: Teorie zjawisk paranormalnych (Strange but True) (razem z Damonem Wilsonem oraz Rowan Wilson)